# Graziano Facchini
Graziano Facchini (Bolzano, 12 novembre 1968) è un cantante e compositore italiano, uno dei pochi di lingua italiana a cimentarsi nello Schlager, dove si fa chiamare semplicemente Graziano.

## Biografia
Nato a Bolzano in una famiglia di madrelingua italiana, è però cresciuto sul Lago di Garda.
A sette anni ha iniziato a studiare la batteria, perfezionandosi poi in Canto Moderno e Pianoforte all´Istituto Musicale Vivaldi di Bolzano. In seguito ha lavorato come musicista ed insegnante di Canto moderno per adulti e bambini.
Nel 2004 è stato scoperto dal produttore Luis Stuflesser (lo stesso di Oswald Sattler, Die Ladiner e Vincent & Fernando), che l'ha convinto a dedicarsi allo Schlager. Nel 2005 ha pubblicato il suo primo singolo Amore mio - ich bin dir nah. Nel 2007 è uscito l'album di esordio, Für alle Frauen.
All'attività di cantante ha affiancato quella di autore: il maggior successo è il secondo posto al Grand Prix der Volksmusik 2006 conquistato da Vincent & Fernando (anche i vincitori erano altoatesini: Rudy Giovannini con Belsy ed il Coro Monti Pallidi) con la sua Ich schenk dir Liebe.
Nel 2009 ha inciso un altro album, dal titolo Romantica.
Nel 2011 è uscito il suo terzo Cd dal titolo Nie wieder einsam, contenente i singoli Herz an Herz e Samba d'amor che hanno ottenuto ottimi risultati radiofonici, lo stesso CD ha scalato le classifica di vendita in Austria rimanendo nelle classifica internazionale per 4 settimane e raggiungendo il 13º posto nelle vendite.
Tra fine 2012 e inizio 2013 è stato pubblicato Meine Schönsten Liebeslieder, cofanetto di 2 CD, dove vengono riproposti i brani più popolari di Graziano, ed in più 8 cover in lingua italiana. Tra queste la popolare Mamma Leon di Bino; questa sua nuova ed originale interpretazione è entrata tra i classici che Graziano ripropone spesso nei suoi concerti.
Nel 2104 è arrivata una piccola svolta musicale per Graziano, con un CD di nuove sonorità mai sperimentate fino a quel momento, il Discofox. Ein Traum für zwei, questo il titolo dell'album, consta di 15 brani nuovi, ed è proprio con il brano che dà il titolo al CD che nell'aprile del 2015 Graziano è riuscito ad aggiudicarsi il 1º Posto nella finale dello "Schlageraelly Hitparade", come brano più ascoltato e più votato dell'anno 2014.
Il 2015 è un anno intenso, caratterizzato dall'uscita di due CD. Nel primo, Italo Gold Graziano canta solo nella sua madrelingua 15 grandi cover italiane e 2 inediti (tra questi il brano Tu sei romantica, interamente composto da Graziano con il quale partecipa, anche in Italia, al concorso canoro "microfono d'oro 2015" di Radio Zeta, brano che si rivelerà interessante perché anche reinterpretato da diverse orchestre di Liscio in Italia e di una versione in Tedesco da parte dello stesso Graziano dal titolo Nie mehr allein Donna Romantica. Nel secondo, intitolato Das Beste & noch mehr , sono inseriti 8 nuovi brani e altre 12 canzoni già incise ma spesso cantate dallo stesso Graziano nei suoi concerti
Molti brani di Graziano si sono piazzati spesso ai primi posti in diverse Hitparade di Germania, Austria, Olanda.

## Discografia

### Singoli
- Amore mio, ich bin dir nah (2006)
- Wir tanzen mit den Sternen (2007)
- Dich zärtlich lieben (2007)
- Wenn die Sonne morgen scheint (2007)
- In einer schöneren Welt (con Belsy, 2008)
- Liebe ohne Tränen gibt es nicht (2009
- Nie wieder einsam (2011)
- Verena (2011)
- Samba D'amor (2011)
- Diese eine große Liebe (2011)
- Herz an Herz (2011)
- Ein Traum für Zwei (2014) - Radiosingle
- Tu sei romantica (2015)
- Du bleibst für immer schön (2015)
- Lebe Deinen Traum (2016)
- Winteremotionen (2017)
- Ich sag ti amo (2018)
- Ein schöner Tag mit Dir (2018)  Duett mit BEATRICE
- Viva la vita (2019) mit ROBERTA und BEATRICE
- Amore braucht die Welt (2019)
- Bye Bye Amore (2020)
- Insieme unschlagbar (2021)
- Dolce vita tag und nacht (2022)
- Donna Donna Donna mia (2022)
- Per sempre amore (2023)
- Feuer (2023)
- Mediterraneo blu (2024)
- Gib nie die Träume auf (2024)
- Buongiorno amore (2025)

### Album
- Für alle Frauen (2007)
- Romantica (2009)
- Nie wieder einsam (2011)
- Meine Schönsten Liebeslieder (2013) - Doppel-CD + DVD
- Ein Traum für Zwei (2014)
- Italo Gold (2015)
- Das Beste & noch mehr (2015)
- Winteremotionen (2016)
- Ich sag ti amo (2018)
- Amore braucht die Welt (2019)
- Per sempre amore (2022)
- Italo Gold 2 (2024)
- Advent Gefühle (2024)